# 涼州刺史部

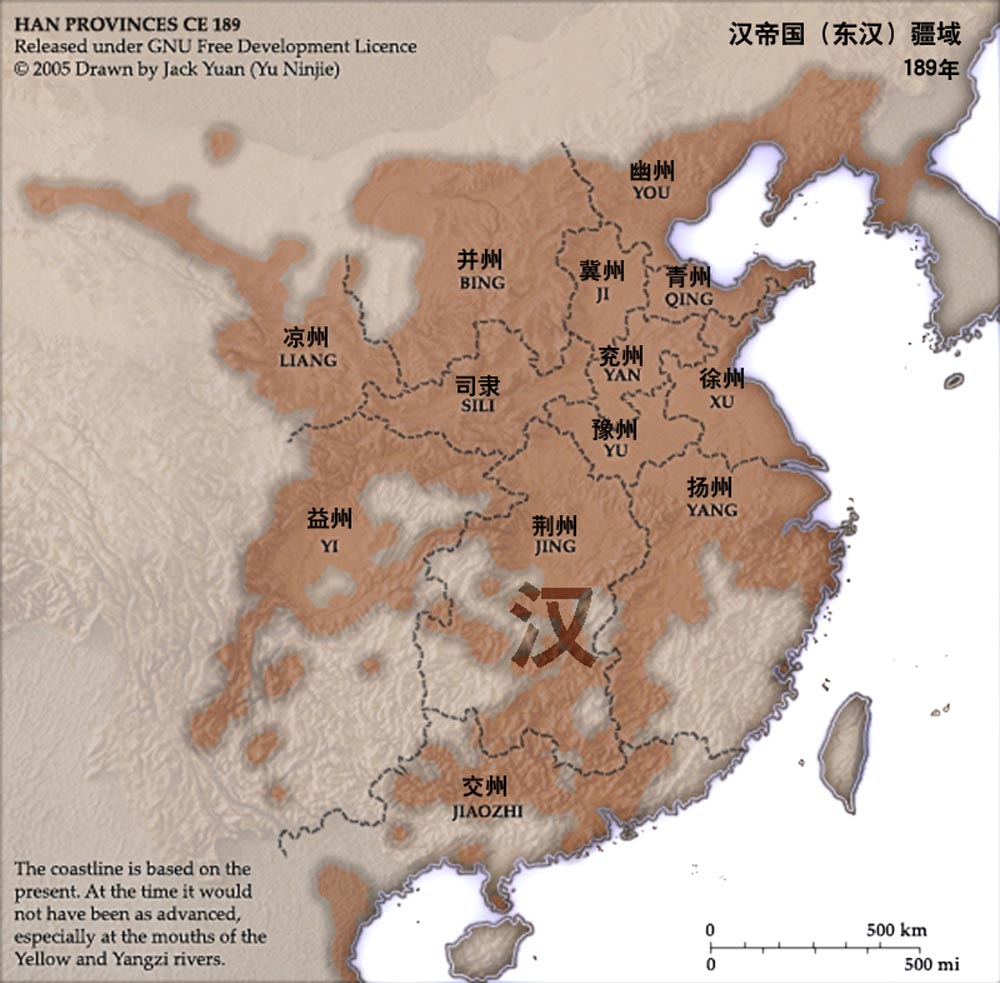
東漢行政區劃

涼州刺史部是西漢时始置的十三刺史部之一。为《禹贡》雍州之西界。因其地常寒凉也，得凉州之名。行政長官即涼州刺史，州治先后在陇县、冀县。
涼州刺史部及其后的涼州是中国西北地区的核心区域。中古时期，曾经的前凉、后凉、南凉、北凉、大凉、浑末、西夏、吐谷浑诸国建都于此，故武威郡姑臧县为六朝古都。其管轄範圍在今甘肅省及寧夏全境、青海東北部、新疆東南部及內蒙古西北大部。

## 西漢涼州刺史部
西漢時，轄域約為今甘肅、寧夏、青海三省區湟水流域，陝西省定邊、吳旗、鳳縣、略陽等縣和內蒙古自治區額濟納旗，即整个内蒙西部。刺史部治所（州治）所在不详，有研究者依据居延漢簡，推测即东汉时的州治陇县:111（今甘肃省天水市张家川回族自治县张家川镇）
人口據《漢書·地理志》記載，元始二年（2年），涼州地區總戶口有26萬6799戶，總人口107萬1325人，約佔當時全國人口的1.86%。各郡戶數、人口如下：

### 郡級行政區
秦代時在隴右一帶設置了隴西、北地2郡；西漢元狩二年（前121年），漢武帝派驃騎大將軍霍去病遠征河西，擊敗匈奴，開闢了河右地，置武威郡、酒泉郡。元鼎三年（前114年）置安定郡、天水郡。元鼎六年（前111年）置張掖郡、敦煌郡。元封五年（前106年），分天下為十三州，各置一刺史，史稱「十三部刺史」。在今甘肅省置涼州刺史部，下轄隴西、天水、安定、酒泉、張掖、敦煌6郡；始元六年（前81年）置金城郡；地節三年（前67年）置武威郡；元始四年（公元4年）置西海郡。西漢末計轄9郡。
武威郡
元狩二年（前121年）置，治故臧縣，西漢末領姑臧、媼圍、張掖、武威、休屠、揟次、鸞烏、撲褱、蒼松、宣威10縣，姑臧县，在西汉宣帝时期是凉州刺史部治所。
天水郡
元鼎三年（前114年）分隴西郡蘭干、略陽、冀、獂道、綿諸、阿陽、戎道、成紀等縣置，治平襄縣。西漢末領平襄、街泉、戎邑道、望垣、罕幵、緜諸道、阿陽、略陽道、冀、勇士、成紀、清水、奉捷、隴、豲道、蘭干16縣。
安定郡
元鼎三年（前114年）分北地郡置，郡治在高平縣（今寧夏固原）。西漢末領高平、復累、安俾、撫夷、朝那、涇陽、臨涇、鹵、烏氏、陰密、安定、參欒、三水、陰槃、安武、袓厲、爰得、眴卷、彭陽、鶉陰、月氏道21縣。
隴西郡
秦朝舊郡，秦末可考領縣為狄道、西、蘭干、略陽、上邽、冀、邸道、故道、臨洮、獂道、綿諸、襄武、阿陽、下辨、辨道、戎道、武都道、予道、薄道、成紀、枹罕21縣。
漢時治狄道縣，繼承秦代領縣。西漢時概增置安故、首陽、大夏、羌道、白石等縣；元鼎三年（前114年），蘭干、略陽、冀、獂道、綿諸、阿陽、戎道、成紀等縣移屬天水郡；元鼎六年（前111年），故道、下辨道、武都道等縣移屬武都郡；始元六年（前81年），白石、枹罕2縣移屬金城郡。西漢末領狄道、上邽、氐道、予道、襄武、臨洮、西，安故、首陽、大夏、羌道11縣。
酒泉郡
元狩二年（前121年）所置。治祿福縣，西漢末領祿福、表是、樂涫、天衣、玉門、會水、池頭、綏彌、乾齊9縣。
張掖郡
元鼎六年（前111年）分酒泉郡置。治觻得縣，西漢末領觻得、昭武、刪丹、氐池、屋蘭、日勒、驪靬、番和、居延、顯美10縣。
敦煌郡
元鼎六年（前111年）分酒泉郡置。治敦煌縣，西漢末領敦煌、冥安、效穀、淵泉、廣至、龍勒6縣。
金城郡
始元六年（前81年）分天水郡榆中、金城2縣，隴西郡白石、枹罕2縣，張掖郡令居、枝陽2縣合置之後逐步向西增置臨羌、浩亹2縣。神爵二年（前61年），置允街、破羌、河關3縣，並置金城屬國管理內附羌人。治允吾縣，西漢末領允吾、浩亹、令居、枝陽、金城、榆中、枹罕、白石、河關、破羌、允街、安夷、臨羌13縣。
西海郡
元始四年（4年）置，治龍夷城。領龍夷等5縣。

### 縣級行政區
涼州地區在秦末可考縣數，計隴西郡21縣。隨著西漢開擴河西，大量增置縣份。西漢末計轄101縣。
| 涼州刺史部 |                         |                    |                                                          |                                                       |                                        |
| 說明：本表主要依据《漢書·地理志》，並參考后曉榮《秦代政區地理》，周振鶴《西漢政區地理》、《漢書地理志匯釋》及相關網站，整理而成。 |                         |                    |                                                          |                                                       |                                        |
| 郡名 （縣數） | 郡治                    | 縣名               | 今地位置（2013年5月）                                    | 隸屬郡國                                              | 備注                                   |
| 武威郡 （10） | 姑臧縣                  | 姑臧縣             | 今甘肅省武威市                                           | 張掖郡(？-前67)→武威郡(前67-9)                        | 漢武帝開闢河西後置縣。                 |
| 武威郡 （10） | 姑臧縣                  | 張掖縣             | 今甘肅省古浪縣西北                                       | 張掖郡(前111-前67)→武威郡(前67-8)                     | 漢武帝開闢河西後置縣。                 |
| 武威郡 （10） | 姑臧縣                  | 武威縣             | 今甘肅省民勤縣東北                                       | 張掖郡(前111-前67)→武威郡(前67-8)                     | 漢武帝開闢河西後置縣。                 |
| 武威郡 （10） | 姑臧縣                  | 休屠縣             | 今甘肅省武威市北                                         | 張掖郡(前102-前67)→武威郡(前67-8)                     | 太初三年（前102年）置縣。              |
| 武威郡 （10） | 姑臧縣                  | 揟次縣             | 疑在今甘肅省古浪縣北                                     | 武威郡(？-8)                                          | 漢武帝開闢河西後置縣。                 |
| 武威郡 （10） | 姑臧縣                  | 鸞烏縣             | 今甘肅省武威市南                                         | 武威郡(？-8)                                          | 漢武帝開闢河西後置縣。                 |
| 武威郡 （10） | 姑臧縣                  | 撲褱縣             | 今甘肅省古浪縣東北                                       | 武威郡(？-8)                                          | 漢武帝開闢河西後置縣。                 |
| 武威郡 （10） | 姑臧縣                  | 媼圍縣             | 在今甘肅省皋蘭縣西北以及今景泰县                         | 武威郡(？-8)                                          | 漢武帝開闢河西後置縣。                 |
| 武威郡 （10） | 姑臧縣                  | 蒼松縣             | 今甘肅省武威市東南                                       | 武威郡(？-8)                                          | 漢武帝開闢河西後置縣。                 |
| 武威郡 （10） | 姑臧縣                  | 宣威縣             | 今甘肅省民勤縣西南                                       | 武威郡(？-8)                                          | 漢武帝開闢河西後置縣。                 |
| 金城郡 （13） | 允吾縣                  | 允吾縣             | 今甘肅省永靖縣西北                                       | 金城郡(？-8)                                          | 漢時置縣。（蓋神爵年間）               |
| 金城郡 （13） | 允吾縣                  | 浩亹縣             | 今甘肅省永登縣西南                                       | 金城郡(？-8)                                          | 漢時置縣。（蓋神爵年間）               |
| 金城郡 （13） | 允吾縣                  | 令居縣             | 今甘肅省永登縣西                                         | 張掖郡(前111-前81)→金城郡(前81-8)                     | 元封年年（前111年）置縣。              |
| 金城郡 （13） | 允吾縣                  | 枝陽縣             | 今甘肅省永登縣南                                         | ？→張掖郡(？-前81)→金城郡(前81-8)                     | 漢武帝開闢河西後置縣。                 |
| 金城郡 （13） | 允吾縣                  | 金城縣             | 今甘肅省蘭州市西                                         | ？→天水郡(？-前81)→金城郡(前81-8)                     | 漢時已置縣。（年代不詳）               |
| 金城郡 （13） | 允吾縣                  | 榆中縣             | 今甘肅省榆中縣西                                         | ？→天水郡(？-前81)→金城郡(前81-8)                     | 漢時已置縣。（年代不詳）               |
| 金城郡 （13） | 允吾縣                  | 枹罕縣             | 今甘肅省臨夏市西南                                       | 塞國直轄→隴西郡(前205-前81)→金城郡(前81-8)            |                                        |
| 金城郡 （13） | 允吾縣                  | 白石縣             | 今甘肅省臨夏市西南                                       | 隴西郡(？-前81)→金城郡(前81-8)                        | 漢時已置縣。（年代不詳）               |
| 金城郡 （13） | 允吾縣                  | 河關縣             | 今青海省同仁縣北                                         | 金城郡(前60-8)                                        | 神爵二年（前60年）置縣。               |
| 金城郡 （13） | 允吾縣                  | 破羌縣             | 今青海省樂都縣東                                         | 金城郡(前60-8)                                        | 神爵二年（前60年）置縣。               |
| 金城郡 （13） | 允吾縣                  | 安夷縣             | 今青海省西寧市東                                         | 金城郡(？-8)                                          | 漢時置縣。（蓋神爵年間）               |
| 金城郡 （13） | 允吾縣                  | 允街縣             | 今甘肅省永登縣南                                         | 金城郡(前60-8)                                        | 神爵二年（前60年）置縣。               |
| 金城郡 （13） | 允吾縣                  | 臨羌縣             | 今青海省湟源縣東南                                       | 金城郡(？-8)                                          | 漢時置縣。（蓋神爵年間）               |
| 天水郡 （16） | 平襄縣                  | 平襄縣             | 今甘肅省通渭縣西                                         | 隴西郡(？-前114)→天水郡(前114-8)                      | 漢時已置縣。（年代不詳）               |
| 天水郡 （16） | 平襄縣                  | 街泉縣             | 今甘肅省莊浪縣東南                                       | ？→天水郡(？-8)                                       | 漢時已置縣。（年代不詳）               |
| 天水郡 （16） | 平襄縣                  | 戎邑道             | 今甘肅省泰安市東，清水縣西北                             | 塞國直轄→隴西郡(前205-114)→天水郡(前114-8)            | 秦代為戎道，漢時改名。                 |
| 天水郡 （16） | 平襄縣                  | 望垣縣             | 今甘肅省天水市西北                                       | ？→天水郡(？-8)                                       | 漢時已置縣。（年代不詳）               |
| 天水郡 （16） | 平襄縣                  | 罕幵縣             | 今甘肅省天水市東南                                       | 天水郡(前61-8)                                        | 疑神爵元年（前61年）趙充國破羌後置縣。 |
| 天水郡 （16） | 平襄縣                  | 緜諸道             | 今甘肅省天水市東北                                       | 塞國直轄→隴西郡(前205-前114)→天水郡(前114-8)          |                                        |
| 天水郡 （16） | 平襄縣                  | 阿陽縣             | 今甘肅省靜寧縣西南                                       | 塞國直轄→隴西郡(前205-前114)→天水郡(前114-8)          |                                        |
| 天水郡 （16） | 平襄縣                  | 略陽道             | 今甘肅省泰安縣東北                                       | 塞國直轄→隴西郡(前205-前114)→天水郡(前114-8)          | 秦代為略陽縣，漢時改道。               |
| 天水郡 （16） | 平襄縣                  | 冀縣               | 今甘肅省甘谷縣                                           | 塞國直轄→隴西郡(前205-前114)→天水郡(前114-8)          |                                        |
| 天水郡 （16） | 平襄縣                  | 成紀縣             | 今甘肅省通渭縣東、靜寧縣西南                             | 塞國直轄→隴西郡(前205-前114)→天水郡(前114-8)          |                                        |
| 天水郡 （16） | 平襄縣                  | 清水縣             | 今甘肅省清水縣西北                                       | ？→天水郡(？-8)                                       | 漢時已置縣。（年代不詳）               |
| 天水郡 （16） | 平襄縣                  | 奉捷縣             | 今地無考                                                 | ？→天水郡(？-8)                                       | 漢時已置縣。（年代不詳）               |
| 天水郡 （16） | 平襄縣                  | 隴縣               | 今甘肅省清水縣北                                         | ？→天水郡(？-8)                                       | 漢時已置縣。（年代不詳）               |
| 天水郡 （16） | 平襄縣                  | 豲道               | 今甘肅省隴西縣西南                                       | 塞國直轄→隴西郡(前205-？)→天水郡(？-8)                |                                        |
| 天水郡 （16） | 平襄縣                  | 蘭干縣             | 今地無考                                                 | 塞國直轄→隴西郡(前205-前114)→天水郡(前114-8)          |                                        |
| 天水郡 （16） | 天水屬國都尉 （勇士縣） | 勇士縣             | 今甘肅省榆中縣北                                         | ？→天水郡(？-8)                                       | 漢時已置縣。（年代不詳）               |
| 張掖郡 （10） | 觻得縣                  | 觻得縣             | 今甘肅省張掖市西北                                       | 酒泉郡(？-前67)→張掖郡(前67-8)                        | 漢武帝開闢河西後置縣。                 |
| 張掖郡 （10） | 觻得縣                  | 昭武縣             | 今甘肅省臨澤縣東北                                       | 酒泉郡(？-前67)→張掖郡(前67-8)                        | 漢武帝開闢河西後置縣。                 |
| 張掖郡 （10） | 觻得縣                  | 刪丹縣             | 今甘肅省山丹縣                                           | 酒泉郡(？-前67)→張掖郡(前67-8)                        | 漢武帝開闢河西後置縣。                 |
| 張掖郡 （10） | 觻得縣                  | 氐池縣             | 今甘肅省民樂縣                                           | ？→張掖郡(？-8)                                       | 漢武帝開闢河西後置縣。                 |
| 張掖郡 （10） | 觻得縣                  | 屋蘭縣             | 今甘肅省山丹縣西北                                       | 酒泉郡(？-前67)→張掖郡(前67-8)                        | 漢武帝開闢河西後置縣。                 |
| 張掖郡 （10） | 觻得縣                  | 日勒縣             | 今甘肅省山丹縣東南                                       | ？→張掖郡(？-8)                                       | 漢武帝開闢河西後置縣。                 |
| 張掖郡 （10） | 觻得縣                  | 驪靬縣             | 今甘肅省永昌縣南                                         | ？→張掖郡(？-8)                                       | 漢武帝開闢河西後置縣。                 |
| 張掖郡 （10） | 觻得縣                  | 番和縣             | 今甘肅省永昌縣西                                         | ？→張掖郡(？-8)                                       | 漢武帝開闢河西後置縣。                 |
| 張掖郡 （10） | 觻得縣                  | 居延縣             | 今內蒙古自治區額濟納旗東南                               | 張掖郡(前102-8)                                       | 太初三年（前102年）置縣。              |
| 張掖郡 （10） | 觻得縣                  | 顯美縣             | 今甘肅省永昌縣東                                         | ？→張掖郡(？-8)                                       | 漢武帝開闢河西後置縣。                 |
| 酒泉郡 （9） | 祿福縣                  | 祿福縣             | 今甘肅省酒泉市                                           | 酒泉郡(？-8)                                          | 漢武帝開闢河西後置縣。                 |
| 酒泉郡 （9） | 祿福縣                  | 表是縣             | 今甘肅省高台縣西                                         | 酒泉郡(？-8)                                          | 漢武帝開闢河西後置縣。                 |
| 酒泉郡 （9） | 祿福縣                  | 樂涫縣             | 今甘肅省酒泉市東南                                       | 酒泉郡(？-8)                                          | 漢武帝開闢河西後置縣。                 |
| 酒泉郡 （9） | 祿福縣                  | 天衣縣             | 疑今甘肅省肅北蒙古族自治縣東北及肅南裕固族自治縣交界一帶 | 酒泉郡(？-8)                                          | 漢武帝開闢河西後置縣。                 |
| 酒泉郡 （9） | 祿福縣                  | 玉門縣             | 今甘肅省玉門市西北                                       | 酒泉郡(前121-8)                                       | 漢武帝開闢河西後置縣。                 |
| 酒泉郡 （9） | 祿福縣                  | 會水縣             | 今甘肅省高台縣西北                                       | 酒泉郡(？-8)                                          | 漢武帝開闢河西後置縣。                 |
| 酒泉郡 （9） | 祿福縣                  | 沙頭縣             | 今甘肅省玉門市西北                                       | 酒泉郡(？-8)                                          | 漢武帝開闢河西後置縣。                 |
| 酒泉郡 （9） | 祿福縣                  | 綏彌縣             | 今甘肅省酒泉市東                                         | 酒泉郡(？-8)                                          | 漢武帝開闢河西後置縣。                 |
| 酒泉郡 （9） | 祿福縣                  | 乾齊縣             | 今甘肅省玉門市西北                                       | 酒泉郡(？-8)                                          | 漢武帝開闢河西後置縣。                 |
| 敦煌郡 （6） | 敦煌縣                  | 敦煌縣             | 今甘肅省敦煌市西                                         | 敦煌郡(前111-8)                                       | 漢武帝開闢河西後置縣。                 |
| 敦煌郡 （6） | 敦煌縣                  | 冥安縣             | 今甘肅省安西縣東南                                       | 敦煌郡(？-8)                                          | 漢武帝開闢河西後置縣。                 |
| 敦煌郡 （6） | 敦煌縣                  | 效穀縣             | 今甘肅省安西縣西南                                       | 酒泉郡(前117-前111)→敦煌郡(前111-8)                   | 元封六年（前117年）置縣。              |
| 敦煌郡 （6） | 敦煌縣                  | 淵泉縣             | 今甘肅省安西縣東                                         | 敦煌郡(？-8)                                          | 漢武帝開闢河西後置縣。                 |
| 敦煌郡 （6） | 敦煌縣                  | 廣至縣             | 今甘肅省安西縣西南                                       | 敦煌郡(？-8)                                          | 漢武帝開闢河西後置縣。                 |
| 敦煌郡 （6） | 敦煌縣                  | 龍勒縣             | 今甘肅省敦煌市西南                                       | 敦煌郡(？-8)                                          | 漢武帝開闢河西後置縣。                 |
| 安定郡 （21） | 高平縣                  | 高平縣             | 今寧夏回族自治區固原市                                   | ？→北地郡(？)→安定郡(？-8)                            | 漢時已置縣。（年代不明）               |
| 安定郡 （21） | 高平縣                  | 復累縣             | 地望不詳                                                 | ？→安定郡(？-8)                                       | 漢時已置縣。（年代不明）               |
| 安定郡 （21） | 高平縣                  | 安俾縣             | 地望不詳                                                 | 安定郡(2-8)                                           | 元始二年（西元2年）置縣。              |
| 安定郡 （21） | 高平縣                  | 撫夷縣             | 今甘肅省鎮原縣北                                         | ？→安定郡(？-8)                                       | 漢時已置縣。（年代不明）               |
| 安定郡 （21） | 高平縣                  | 朝那縣             | 今寧夏回族自治區彭陽縣                                   | 塞國直轄→北地郡(前205-前114)→安定郡(前114-8)          |                                        |
| 安定郡 （21） | 高平縣                  | 涇陽縣             | 今甘肅省平涼市西北                                       | 塞國直轄→北地郡(前205-前114)→安定郡(前114-8)          |                                        |
| 安定郡 （21） | 高平縣                  | 臨涇縣             | 今甘肅省鎮原縣東南                                       | ？→安定郡(？-8)                                       | 漢時已置縣。（年代不明）               |
| 安定郡 （21） | 高平縣                  | 鹵縣               | 地望不詳                                                 | 塞國直轄→北地郡(前205-前114)→安定郡(前114-8)          |                                        |
| 安定郡 （21） | 高平縣                  | 烏氏縣             | 今寧夏回族自治區固原市東南                               | 塞國直轄→北地郡(前205-前114)→安定郡(前114-8)          |                                        |
| 安定郡 （21） | 高平縣                  | 陰密縣             | 今甘肅省靈台縣南                                         | 塞國直轄→北地郡(前205-前114)→安定郡(前114-8)          |                                        |
| 安定郡 （21） | 高平縣                  | 安定縣             | 今甘肅省涇川縣北                                         | ？→安定郡(？-8)                                       | 漢時已置縣。（年代不明）               |
| 安定郡 （21） | 高平縣                  | 參欒縣             | 今甘肅省環縣南                                           | ？→安定郡(？-8)                                       | 漢時已置縣。（年代不明）               |
| 安定郡 （21） | 高平縣                  | 陰槃縣             | 今陝西省長武縣西北                                       | ？→安定郡(？-8)                                       | 漢時已置縣。（年代不明）               |
| 安定郡 （21） | 高平縣                  | 安武縣             | 今甘肅省鎮原縣西南                                       | 塞國(前206-前205)→北地郡(前205-前114)→安定郡(前114-8) |                                        |
| 安定郡 （21） | 高平縣                  | 袓厲縣             | 今甘肅省會寧縣西北                                       | ？→安定郡(？-8)                                       | 漢武帝開闢河西後置縣。                 |
| 安定郡 （21） | 高平縣                  | 眴卷縣             | 今寧夏回族自治區中寧縣東北一帶                           | ？→安定郡(？-8)                                       | 漢武帝開闢河西後置縣。                 |
| 安定郡 （21） | 高平縣                  | 彭陽縣             | 今甘肅省鎮原縣東                                         | 塞國(前206-前205)→北地郡(前205-前114)→安定郡(前114-8) |                                        |
| 安定郡 （21） | 高平縣                  | 鶉陰縣             | 今甘肅省靖遠縣西北與景泰、皋蘭2縣交界處                  | ？→安定郡(？-8)                                       | 漢武帝開闢河西後置縣。                 |
| 安定郡 （21） | 高平縣                  | 月氏道             | 今寧夏回族自治區固原市南與隆德、西吉2縣交界處            | ？→安定郡(？-8)                                       | 漢武帝開闢河西後置縣。                 |
| 安定郡 （21） | 安定屬國都尉 （三水縣） | 三水縣             | 今寧夏回族自治區同心縣東                                 | ？→安定郡(？-8)                                       | 漢時已置縣。（年代不明）               |
| 安定郡 （21） | 安定屬國都尉 （三水縣） | 爰得縣             | 今甘肅省涇川縣南                                         | ？→安定郡(？-8)                                       | 漢時已置縣。（年代不明）               |
| 西海郡 （5） | 龍夷縣                  | 龍夷縣             | 今清海省門源回族自治縣                                   | 西海郡(4-8)                                           | 元始四年（公元4年）置縣。              |
| 西海郡 （5） | 龍夷縣                  | 其餘四縣名稱不詳。 |                                                          |                                                       |                                        |
| 陇西郡（11） | 狄道县                  | 狄道县             | 今甘肃省临洮县                                           | 塞国直辖→陇西郡(前205-8)                              |                                        |
| 陇西郡（11） | 狄道县                  | 上邽县             | 今甘肃省天水市麦积区治所道北街道                         | 塞国直辖→陇西郡(前205-？)→天水郡(？-？)→陇西郡(？-8)  |                                        |
| 陇西郡（11） | 狄道县                  | 安故县             | 今甘肃省临洮县南                                         | 陇西郡(？-8)                                          | 汉时已置县。（年代不详）               |
| 陇西郡（11） | 狄道县                  | 氐道               | 疑在今甘肃省武山县、岷县及礼县交界处一带                 | 塞国直辖→陇西郡(前205-8)                              | 秦代为邸道县，汉时改名。               |
| 陇西郡（11） | 狄道县                  | 首阳县             | 今甘肃省渭源县北                                         | 陇西郡(？-8)                                          | 汉时已置县。（年代不详）               |
| 陇西郡（11） | 狄道县                  | 予道               | 疑在今甘肃省洮河流域附近                                 | 塞国直辖→陇西郡(前205-8)                              |                                        |
| 陇西郡（11） | 狄道县                  | 大夏县             | 今甘肃省广河县西                                         | 陇西郡(？-8)                                          | 汉时已置县。（年代不详）               |
| 陇西郡（11） | 狄道县                  | 襄武县             | 今甘肃省陇西县南                                         | 塞国直辖→陇西郡(前205-8)                              |                                        |
| 陇西郡（11） | 狄道县                  | 薄道               | 地望不详                                                 | 塞国直辖→陇西郡(前205-？)                             | 汉时废县。（年代不详）                 |
| 陇西郡（11） | 狄道县                  | 辨道               | 地望不详                                                 | 塞国直辖→陇西郡(前205-？)                             | 汉时废县。（年代不详）                 |
| 陇西郡（11） | 陇西南部都尉 （临洮县） | 羌道               | 今甘肃省舟曲县北与宕昌县交界处一带                       | 塞国直辖→陇西郡(前205-8)                              | 汉高帝时已置县。（年代不详）           |
| 陇西郡（11） | 陇西南部都尉 （临洮县） | 临洮县             | 今甘肃省岷县                                             | 塞国直辖→陇西郡(前205-8)                              |                                        |
| | 陇西南部都尉 （临洮县） | 西县               | 今甘肃省礼县东北                                         | 塞国直辖→陇西郡(前205-8)                              |                                        |

## 東漢涼州刺史部
新朝时期设立雍州刺史部，治所姑臧县。東漢時，轄域等同於西漢。东汉桓帝之前，州治在武威郡姑臧县。漢獻帝建安初年，分涼州河西的酒泉、張掖、敦煌、武威、張掖居延屬國5郡置雍州刺史，州治武威郡姑臧县，轄域縮小至僅存今甘肅省黃河以東、寧夏南部、内蒙西部地區。建安十八年（213年），省涼州入雍州。
东汉时，州治在汉阳郡隴縣（今甘肅省張家川回族自治縣境内）。《三國志》记，建安十七年（212年）“马超围凉州刺史韋康于冀”的记载，可证东汉凉州刺史曾治天水郡冀县，即今甘肅省甘谷縣城关镇附近。
人口據《後漢書·郡國志》記載，永和五年（140年）時，涼州地區總戶口約10.3萬戶，總人口約47萬左右，約佔當時全國人口的0.87%，與西漢時期相比，戶口減少13萬戶，人口減少60萬。各郡戶數、人口如下：

### 郡級行政區
東漢時，復改雍州為涼州。增置張掖屬國、張掖居延屬國（即西海郡），并領武都郡。永和年間，計有12郡國，98縣。漢獻帝時期增置南安郡（188年置）、永陽郡（193年置）新平郡（194年置）。建安初，分涼州河西的酒泉、張掖、敦煌、武威、張掖居延屬國5郡置雍州刺史。建安十八年（213年）省涼州入雍州。
武威郡（25年 - 220年）
治姑臧縣，初領姑臧、張掖、武威、休屠、揟次、鸞鳥、樸褱、媼圍、鸇陰、袓厲、顯美、宣威、倉松13縣，設有左騎1城、千人官1城，共计13县2城，至東漢末未變。
隴西郡（25年 - 220年）
郡治狄道縣，因羌亂，永初五年（111年）三月，郡治由狄道縣內徙到襄武縣，延光三年（124年）還治狄道縣。初領狄道、安故、氐道、首陽、大夏、襄武、臨洮、上邽、西、羌道、予道11縣。東漢初省予道縣。建武十二年（36年）省金城郡，其枹罕、白石、河關等13縣屬隴西郡，次年（37年）以允吾、浩亹、令居等10縣復置金城郡。永元元年（89年）前置鄣縣。永初五年（111年）以前，上邽、西2縣移屬漢陽郡，羌道縣移屬武都郡。建安十八年（213年）以後歸屬雍州管轄。建安末因亂而廢白石縣。東漢末，領狄道、安故、氐道、首陽、大夏、襄武、臨洮、鄣、枹罕、河關10縣。
天水郡（25年 - 74年）→漢陽郡（74年－220年）
本天水郡，永平十七年（74年）更名為漢陽郡，郡治冀縣。初領冀、望恒、阿陽、略陽、勇士、成紀、隴、蘭干、平襄、豲道、街泉、清水、奉捷、罕幵、戎邑道、緜諸道16縣。東漢初省街泉、戎邑道、緜諸道、清水、奉捷、罕幵6縣。建武八年（32年）以前置顯親縣。永初五年（111年）左右，隴西郡上邽、西2縣來隸。中平五年（188年），豲道縣移屬南安郡。初平四年（193年）十二月，上邽縣移屬永陽郡。建安十八年（213年）以後歸屬雍州管轄。建安十九年（214年）南安郡、永陽郡廢，所屬豲道、新興、中陶、上邽、清水、罕幵、緜諸道7縣來隸。東漢末，領冀、望恒、阿陽、略陽、勇士、成紀、隴、蘭干、平襄、顯親、西、豲道、新興、中陶、上邽、清水、罕幵、緜諸道18縣。
武都郡（25年 - 219年）
原治武都道，東漢初遷治下辨縣，建安二十四年（219年）徙治右扶風武功縣內小槐里。初領武都、上祿、故道、河池、沮、下辨道、平樂道、嘉陵道、循成道9縣。東漢初省平樂道、嘉陵道、循成道3縣。永初五年（111年），隴西郡羌道來隸。建安二十四年（219年），劉備攻取漢中後，曹操以「武都孤遠」，令太守楊阜前後遷徙居民1萬餘戶，安置於京兆、扶風、天水交界處，各縣逐廢。
金城郡（25年 - 220年）
治允吾縣，因羌亂，永初四年（110年）內徙隴西郡襄武縣，元初五年（118年）復還。初領允吾、浩亹、令居、枝陽、金城、榆中、允街、枹罕、白石、河關、臨羌、破羌、安夷13縣，建武十二年（36年）省金城郡入隴西郡；次年（37年）復置，領允吾、浩亹、令居、枝陽、金城、榆中、允街、臨羌、破羌、安夷10縣。建安十八年（213年）以前析金城郡臨羌、破羌、安夷3縣置西平郡；同年歸屬雍州管轄。東漢末，領允吾、浩亹、令居、枝陽、金城、榆中、允街7縣。
安定郡（25年 - 220年）
東漢時移治臨涇縣，因羌亂，永初五年（111年）內徙右扶風美陽縣，永建四年（129年）復還；永和六年（141年）十月再次內徙右扶風，建和年間復還。初領高平、復累、安俾、撫夷、朝那、涇陽、臨涇、鹵、烏氏、陰密、安定、參欒、三水、陰槃、安武、袓厲、爰得、眴卷、彭陽、鶉陰、月氏道21縣，永和五年（140年）以前省併復累、安俾、撫夷、涇陽、鹵、陰密、安定、安武、爰得、眴卷、月氏道11縣；永初五年（111年）左右，鸇陰、袓厲2縣移屬武威郡；永建四年（129年），參欒縣移屬北地郡，北地郡鶉觚縣來隸。延熹四年（161年）左右復置涇陽縣；中平年間末，陰槃縣移寄治京兆尹新豐縣，故地遂廢；興平元年（194年）分鶉孤縣置新平郡。東漢末領臨涇、高平、朝那、烏氏、三水、彭陽6縣。
北地郡（25年 - 220年）
治馬領縣，永建四年（129年）北地郡重歸舊土，郡治富平縣。建武十年（34年）到二十年（44年）間被迫放棄領地，郡民內徙，省馬領、直路、靈武、昫衍、方渠、除道、五街、歸德、回獲、略畔道、郁郅、義渠道、大要13縣。建武二十六年（50年）恢復北地郡舊土，郡民重歸本土，永初五年（111年）北地郡內徙至左馮翊池陽縣，永建四年（129年）北地郡重歸舊土，安定郡參欒縣來隸，鶉觚縣移屬安定郡。永和六年（141年）北地郡再次內徙至左馮翊祋祤縣境，並設富平、泥陽二僑縣，終漢世未再返回舊地。東漢末，領富平、泥陽、弋居、廉、參欒、靈州6僑縣。
張掖郡（25年 - 220年）
治觻得縣。初領觻得、昭武、刪丹、氐池、屋蘭、顯美、居延、日勒、驪靬、番和10縣。永初年間（107 - 113），顯美縣移屬武威郡，居延縣移屬張掖居延屬國。建安中，日勒縣移屬西郡。東漢末領觻得、昭武、刪丹、氐池、屋蘭、驪靬、番和7縣。
酒泉郡（25年 - 220年）
治祿福縣。初領祿福、表氏、樂涫、天衣、玉門、會水、沙頭、綏彌、乾齊9縣。東漢時省天衣縣，新置延壽縣，綏彌縣改名安彌縣，至東漢末未變。
敦煌郡（25年 - 220年）
治敦煌縣。初領敦煌、冥安、效穀、淵泉、廣至、龍勒6縣。至東漢末未變。
張掖屬國（113年以前 - ？）
漢安帝永初年間（107-113）分張掖郡置張掖屬國，設侯官、左騎、千人、司馬官、千人官5官，各治1地（治今地均不詳），無具體城名。
張掖居延屬國（25年 - 213年）→西海郡（213年 - 220年）
漢安帝永初年間（107-113）分張掖郡居延縣置張掖居延屬國，建安十八年（213年）以前改為西海郡。
南安郡（188年 - 214年）
中平五年（188年），分漢陽郡豲道縣置，領豲道、新興（析豲道縣置）、中陶（析豲道縣置）3縣。建安十九年（214年）郡廢併入天水郡。
永陽郡（193年 - 214年）
初平四年（193年）十二月，分漢陽郡上邽縣置，領上邽、清水（析上邽縣復置）、罕幵（析上邽縣復置）、緜諸道（析上邽縣復置）4縣。建安十九年（214年）郡廢併入漢陽郡。
西平郡（213年 - 220年）
本金城西部都尉治地，建安十八年（213年）以前置郡，領臨羌、破羌、安夷、西都（建安中分破羌縣置，治今青海省西寧市）4縣。
新平郡（194年 - 220年）
興平元年（194年）析安定郡鶉觚縣，右扶風漆縣置新平郡，郡治漆縣。
西郡（？年- 220年）
建安中分張掖郡置，領日勒縣。

### 縣級行政區
東漢初涼州轄縣數，計武威郡13縣2城、武都郡9縣、金城郡13縣、安定郡21縣、北地郡13縣、張掖郡10縣、酒泉郡9縣、敦煌郡6縣、隴西郡11縣、天水郡16縣、合計118縣。東漢初省35縣，新置鄣縣、顯親、延壽、新興、中陶、清水、罕幵、緜諸道8縣，復置富平、泥陽、弋居、廉、靈州5縣，綏彌縣改名安彌縣。东汉初期设立河西五郡为雍州，州治姑臧县，但不久取消。
東漢末，廢枹罕、白石（以上2縣屬隴西）、陰槃（以上1縣屬安定）3縣。至建安十八年（213年）廢涼州為止，合計下轄16郡、101縣。
| 涼州刺史部 |        |        |                                                          |                                                                |                                                                         |
| 說明：本表主要依据《續漢書·郡國志》，並參考李曉杰《東漢政區地理》、錢林書《續漢書郡國志匯釋》及相關網站，整理而成。 |        |        |                                                          |                                                                |                                                                         |
| 郡名 （縣數） | 郡治   | 縣名   | 今地位置（2013年5月）                                    | 隸屬郡國                                                       | 備注                                                                    |
| 武威郡 （15） | 姑臧縣 | 姑臧縣 | 今甘肅省武威市                                           | 武威郡(25-220)                                                 |                                                                         |
| 武威郡 （15） | 姑臧縣 | 張掖縣 | 今甘肅省古浪縣西北                                       | 武威郡(25-220)                                                 |                                                                         |
| 武威郡 （15） | 姑臧縣 | 武威縣 | 今甘肅省民勤縣東北                                       | 武威郡(25-220)                                                 |                                                                         |
| 武威郡 （15） | 姑臧縣 | 休屠縣 | 今甘肅省武威市北                                         | 武威郡(25-220)                                                 |                                                                         |
| 武威郡 （15） | 姑臧縣 | 揟次縣 | 疑在今甘肅省古浪縣北                                     | 武威郡(25-220)                                                 |                                                                         |
| 武威郡 （15） | 姑臧縣 | 鸞烏縣 | 今甘肅省武威市南                                         | 武威郡(25-220)                                                 |                                                                         |
| 武威郡 （15） | 姑臧縣 | 撲褱縣 | 今甘肅省古浪縣東北                                       | 武威郡(25-220)                                                 |                                                                         |
| 武威郡 （15） | 姑臧縣 | 媼圍縣 | 在今甘肃省皋兰县西北以及今景泰县                         | 武威郡(25-220)                                                 |                                                                         |
| 武威郡 （15） | 姑臧縣 | 蒼松縣 | 今甘肅省武威市東南                                       | 武威郡(25-220)                                                 |                                                                         |
| 武威郡 （15） | 姑臧縣 | 宣威縣 | 今甘肅省民勤縣西南                                       | 武威郡(25-220)                                                 |                                                                         |
| 武威郡 （15） | 姑臧縣 | 袓厲縣 | 今甘肅省會寧縣西北                                       | 安定郡(129-111)→武威郡(111-220)                                |                                                                         |
| 武威郡 （15） | 姑臧縣 | 鶉陰縣 | 今甘肅省靖遠縣西北與景泰、皋蘭2縣交界處                  | 安定郡(129-111)→武威郡(111-220)                                |                                                                         |
| 武威郡 （15） | 姑臧縣 | 顯美縣 | 今甘肅省永昌縣東                                         | 張掖郡(25-111)→武威郡(111-220)                                 |                                                                         |
| 武威郡 （15） | 姑臧縣 | 左騎   | 地望不詳                                                 | 武威郡(？-220)                                                 |                                                                         |
| 武威郡 （15） | 姑臧縣 | 千人官 | 地望不詳                                                 | 武威郡(？-220)                                                 |                                                                         |
| 武都郡 （7） | 武都縣 | 武都縣 | 今甘肅省禮縣南                                           | 武都郡(25-219)                                                 |                                                                         |
| 武都郡 （7） | 武都縣 | 上祿縣 | 今甘肅省成縣西南                                         | 武都郡(25-219)                                                 |                                                                         |
| 武都郡 （7） | 武都縣 | 故道縣 | 今陝西省鳳縣東北                                         | 武都郡(25-219)                                                 |                                                                         |
| 武都郡 （7） | 武都縣 | 河池縣 | 今甘肅省徽縣西北                                         | 武都郡(25-219)                                                 |                                                                         |
| 武都郡 （7） | 武都縣 | 沮縣   | 今陝西省略陽縣東                                         | 武都郡(25-219)                                                 |                                                                         |
| 武都郡 （7） | 武都縣 | 羌道縣 | 今甘肅省舟曲縣北與宕昌縣交界處一帶                       | 隴西郡(25-111)→武都郡(111-219)                                 |                                                                         |
| 武都郡 （7） | 武都縣 | 下辨道 | 今甘肅省成縣西北                                         | 武都郡(25-219)                                                 |                                                                         |
| 武都郡 （7） | 武都縣 | 平樂道 | 今甘肅省康縣西北                                         | 武都郡(25-30)                                                  | 建武六年（30年）廢縣。                                                  |
| 武都郡 （7） | 武都縣 | 嘉陵道 | 今甘肅省徽縣東南                                         | 武都郡(25-30)                                                  | 建武六年（30年）廢縣。                                                  |
| 武都郡 （7） | 武都縣 | 循成道 | 今甘肅省成縣東南                                         | 武都郡(25-30)                                                  | 建武六年（30年）廢縣。                                                  |
| 金城郡 （7） | 允吾縣 | 允吾縣 | 今甘肅省永靖縣西北                                       | 金城郡(25-36)→隴西郡(36-37)→金城郡(37-220)                     |                                                                         |
| 金城郡 （7） | 允吾縣 | 浩亹縣 | 今甘肅省永登縣西南                                       | 金城郡(25-36)→隴西郡(36-37)→金城郡(37-220)                     |                                                                         |
| 金城郡 （7） | 允吾縣 | 令居縣 | 今甘肅省永登縣西                                         | 金城郡(25-36)→隴西郡(36-37)→金城郡(37-220)                     |                                                                         |
| 金城郡 （7） | 允吾縣 | 枝陽縣 | 今甘肅省永登縣南                                         | 金城郡(25-36)→隴西郡(36-37)→金城郡(37-220)                     |                                                                         |
| 金城郡 （7） | 允吾縣 | 金城縣 | 今甘肅省蘭州市西                                         | 金城郡(25-36)→隴西郡(36-37)→金城郡(37-220)                     |                                                                         |
| 金城郡 （7） | 允吾縣 | 榆中縣 | 今甘肅省榆中縣西                                         | 金城郡(25-36)→隴西郡(36-37)→金城郡(37-220)                     |                                                                         |
| 金城郡 （7） | 允吾縣 | 允街縣 | 今甘肅省永登縣南                                         | 金城郡(25-36)→隴西郡(36-37)→金城郡(37-220)                     |                                                                         |
| 西平郡 （4） | 西都縣 | 西都縣 | 今青海省西寧市                                           | 西平郡(213-220)                                                |                                                                         |
| 西平郡 （4） | 西都縣 | 臨羌縣 | 今青海省湟源縣東南                                       | 金城郡(25-36)→隴西郡(36-37)→金城郡(37-213)→西平郡(213-220)     |                                                                         |
| 西平郡 （4） | 西都縣 | 破羌縣 | 今青海省樂都縣東                                         | 金城郡(25-36)→隴西郡(36-37)→金城郡(37-213)→西平郡(213-220)     |                                                                         |
| 西平郡 （4） | 西都縣 | 安夷縣 | 今青海省西寧市東                                         | 金城郡(25-36)→隴西郡(36-37)→金城郡(37-213)→西平郡(213-220)     |                                                                         |
| 安定郡 （6） | 臨涇縣 | 臨涇縣 | 今甘肅省鎮原縣東南                                       | 安定郡(25-220)                                                 |                                                                         |
| 安定郡 （6） | 臨涇縣 | 高平縣 | 今寧夏回族自治區固原市                                   | 安定郡(25-220)                                                 |                                                                         |
| 安定郡 （6） | 臨涇縣 | 朝那縣 | 今寧夏回族自治區彭陽縣                                   | 安定郡(25-220)                                                 |                                                                         |
| 安定郡 （6） | 臨涇縣 | 烏氏縣 | 今寧夏回族自治區固原市東南                               | 安定郡(25-220)                                                 |                                                                         |
| 安定郡 （6） | 臨涇縣 | 三水縣 | 今寧夏回族自治區同心縣東                                 | 安定郡(25-30)                                                  |                                                                         |
| 安定郡 （6） | 臨涇縣 | 彭陽縣 | 今甘肅省鎮原縣東                                         | 安定郡(25-220)                                                 |                                                                         |
| 安定郡 （6） | 臨涇縣 | 復累縣 | 地望不詳                                                 | 安定郡(25-30)                                                  | 建武六年（30年）廢縣。                                                  |
| 安定郡 （6） | 臨涇縣 | 安俾縣 | 地望不詳                                                 | 安定郡(25-30)                                                  | 建武六年（30年）廢縣。                                                  |
| 安定郡 （6） | 臨涇縣 | 撫夷縣 | 今甘肅省鎮原縣北                                         | 安定郡(25-30)                                                  | 建武六年（30年）廢縣。                                                  |
| 安定郡 （6） | 臨涇縣 | 鹵縣   | 地望不詳                                                 | 安定郡(25-30)                                                  | 建武六年（30年）廢縣。                                                  |
| 安定郡 （6） | 臨涇縣 | 陰密縣 | 今甘肅省靈台縣南                                         | 安定郡(25-30)                                                  | 建武六年（30年）廢縣。                                                  |
| 安定郡 （6） | 臨涇縣 | 安定縣 | 今甘肅省涇川縣北                                         | 安定郡(25-30)                                                  | 建武六年（30年）廢縣。                                                  |
| 安定郡 （6） | 臨涇縣 | 安武縣 | 今甘肅省鎮原縣西南                                       | 安定郡(25-30)                                                  | 建武六年（30年）廢縣。                                                  |
| 安定郡 （6） | 臨涇縣 | 爰得縣 | 今甘肅省涇川縣南                                         | 安定郡(25-30)                                                  | 建武六年（30年）廢縣。                                                  |
| 安定郡 （6） | 臨涇縣 | 眴卷縣 | 今寧夏回族自治區中寧縣東北一帶                           | 安定郡(25-30)                                                  | 建武六年（30年）廢縣。                                                  |
| 安定郡 （6） | 臨涇縣 | 月氏道 | 今寧夏回族自治區固原市南與隆德、西吉2縣交界處            | 安定郡(25-30)                                                  | 建武六年（30年）廢縣。                                                  |
| 安定郡 （6） | 臨涇縣 | 陰槃縣 | 今陝西省長武縣西北                                       | 安定郡(25-189)                                                 | 中平年間末，陰盤縣移寄治京兆尹新豐縣，故地遂廢。                        |
| 安定郡 （6） | 臨涇縣 | 涇陽縣 | 今甘肅省平涼市西北                                       | 安定郡(25-30，161前-？)                                        | 建武六年（30年）廢縣。延熹四年（161年）左右，復置涇陽縣。東漢末已廢縣。 |
| 新平郡 （2） | 漆縣   | 漆縣   | 今陝西省彬縣                                             | 右扶風(25-194)→新平郡(194-220)                                 |                                                                         |
| 新平郡 （2） | 漆縣   | 鶉觚縣 | 今甘肅省涇川縣東南                                       | 北地郡(25-129)→安定郡(129-194)→新平郡(194-220)                 |                                                                         |
| 北地郡 （6） | 富平縣 | 富平縣 | 今寧夏回族自治區青銅峽市東南                             | 北地郡(25-111，129-220)                                        | 永和六年（141年）北地郡內徙至關中後成為僑縣。                           |
| 北地郡 （6） | 富平縣 | 泥陽縣 | 今甘肅省寧縣東                                           | 北地郡(25-111，129-220)                                        | 永和六年（141年）北地郡內徙至關中後成為僑縣。                           |
| 北地郡 （6） | 富平縣 | 弋居縣 | 今甘肅省寧縣南與正寧縣交界處                             | 北地郡(25-111，129-220)                                        | 永和六年（141年）北地郡內徙至關中後成為僑縣。                           |
| 北地郡 （6） | 富平縣 | 廉縣   | 今寧夏回族自治區銀川市西北                               | 北地郡(25-111，129-220)                                        | 永和六年（141年）北地郡內徙至關中後成為僑縣。                           |
| 北地郡 （6） | 富平縣 | 參欒縣 | 今甘肅省環縣南                                           | 安定郡(25-129)→北地郡(129-220)                                 | 永和六年（141年）北地郡內徙至關中後成為僑縣。                           |
| 北地郡 （6） | 富平縣 | 靈州縣 | 今寧夏回族自治區銀川市東南                               | 北地郡(25-111，129-220)                                        | 永和六年（141年）北地郡內徙至關中後成為僑縣。                           |
| 北地郡 （6） | 富平縣 | 馬領縣 | 今甘肅省慶陽市西北                                       | 北地郡(25-44)                                                  | 建武十年（34年）到二十年（44年）間廢縣。                                |
| 北地郡 （6） | 富平縣 | 直路縣 | 今陝西省富縣西                                           | 北地郡(25-44)                                                  | 建武十年（34年）到二十年（44年）間廢縣。                                |
| 北地郡 （6） | 富平縣 | 靈武縣 | 今寧夏回族自治區平羅縣西南                               | 北地郡(25-220)                                                 | 建武十年（34年）到二十年（44年）間廢縣。                                |
| 北地郡 （6） | 富平縣 | 昫衍縣 | 今寧夏回族自治區鹽池縣東南與陝西省定邊縣交界處           | 北地郡(25-44)                                                  | 建武十年（34年）到二十年（44年）間廢縣。                                |
| 北地郡 （6） | 富平縣 | 方渠縣 | 今甘肅省環縣東南                                         | 北地郡(25-44)                                                  | 建武十年（34年）到二十年（44年）間廢縣。                                |
| 北地郡 （6） | 富平縣 | 除道縣 | 地望不詳                                                 | 北地郡(25-44)                                                  | 建武十年（34年）到二十年（44年）間廢縣。                                |
| 北地郡 （6） | 富平縣 | 五街縣 | 地望不詳                                                 | 北地郡(25-44)                                                  | 建武十年（34年）到二十年（44年）間廢縣。                                |
| 北地郡 （6） | 富平縣 | 歸德縣 | 今陝西省吳起縣西北                                       | 北地郡(25-44)                                                  | 建武十年（34年）到二十年（44年）間廢縣。                                |
| 北地郡 （6） | 富平縣 | 回獲縣 | 地望不詳                                                 | 北地郡(25-44)                                                  | 建武十年（34年）到二十年（44年）間廢縣。                                |
| 北地郡 （6） | 富平縣 | 略畔道 | 今甘肅省合水縣北                                         | 北地郡(25-44)                                                  | 建武十年（34年）到二十年（44年）間廢縣。                                |
| 北地郡 （6） | 富平縣 | 郁郅縣 | 今甘肅省慶陽市                                           | 北地郡(25-44)                                                  | 建武十年（34年）到二十年（44年）間廢縣。                                |
| 北地郡 （6） | 富平縣 | 義渠道 | 今甘肅省慶陽市西峰區                                     | 北地郡(25-44)                                                  | 建武十年（34年）到二十年（44年）間廢縣。                                |
| 北地郡 （6） | 富平縣 | 大要縣 | 今甘肅省寧縣東南                                         | 北地郡(25-44)                                                  | 建武十年（34年）到二十年（44年）間廢縣。                                |
| 張掖郡 （7） | 觻得縣 | 觻得縣 | 今甘肅省張掖市西北                                       | 張掖郡(25-220)                                                 |                                                                         |
| 張掖郡 （7） | 觻得縣 | 昭武縣 | 今甘肅省臨澤縣東北                                       | 張掖郡(25-220)                                                 |                                                                         |
| 張掖郡 （7） | 觻得縣 | 刪丹縣 | 今甘肅省山丹縣                                           | 張掖郡(25-220)                                                 |                                                                         |
| 張掖郡 （7） | 觻得縣 | 氐池縣 | 今甘肅省民樂縣                                           | 張掖郡(25-220)                                                 |                                                                         |
| 張掖郡 （7） | 觻得縣 | 屋蘭縣 | 今甘肅省山丹縣西北                                       | 張掖郡(25-220)                                                 |                                                                         |
| 張掖郡 （7） | 觻得縣 | 驪靬縣 | 今甘肅省永昌縣南                                         | 張掖郡(25-220)                                                 |                                                                         |
| 張掖郡 （7） | 觻得縣 | 番和縣 | 今甘肅省永昌縣西                                         | 張掖郡(25-220)                                                 |                                                                         |
| 西海郡 （1） | 居延縣 | 居延縣 | 今內蒙古自治區額濟納旗東南                               | 張掖郡(25-111)→張掖居延屬國(111-213)→西海郡(213-220)           |                                                                         |
| 西郡 （1） | 日勤縣 | 日勒縣 | 今甘肅省山丹縣東南                                       | 張掖郡(25-213)→西郡(213前-220)                                 |                                                                         |
| 酒泉郡 （9） | 祿福縣 | 祿福縣 | 今甘肅省酒泉市                                           | 酒泉郡(25-220)                                                 |                                                                         |
| 酒泉郡 （9） | 祿福縣 | 表是縣 | 今甘肅省高台縣西                                         | 酒泉郡(25-220)                                                 |                                                                         |
| 酒泉郡 （9） | 祿福縣 | 樂涫縣 | 今甘肅省酒泉市東南                                       | 酒泉郡(25-220)                                                 |                                                                         |
| 酒泉郡 （9） | 祿福縣 | 玉門縣 | 今甘肅省玉門市西北                                       | 酒泉郡(25-220)                                                 |                                                                         |
| 酒泉郡 （9） | 祿福縣 | 會水縣 | 今甘肅省高台縣西北                                       | 酒泉郡(25-220)                                                 |                                                                         |
| 酒泉郡 （9） | 祿福縣 | 池頭縣 | 今甘肅省玉門市西北                                       | 酒泉郡(25-220)                                                 |                                                                         |
| 酒泉郡 （9） | 祿福縣 | 安彌縣 | 今甘肅省酒泉市東                                         | 酒泉郡(25-220)                                                 | 西漢名綏彌縣，東漢時改名安彌縣。                                        |
| 酒泉郡 （9） | 祿福縣 | 乾齊縣 | 今甘肅省玉門市西北                                       | 酒泉郡(25-220)                                                 |                                                                         |
| 酒泉郡 （9） | 祿福縣 | 延壽縣 | 今甘肅省玉門市南                                         | 酒泉郡(？-220)                                                 |                                                                         |
| 酒泉郡 （9） | 祿福縣 | 天衣縣 | 疑今甘肅省肅北蒙古族自治縣東北及肅南裕固族自治縣交界一帶 | 酒泉郡(25-30)                                                  | 建武六年（30年）廢縣。                                                  |
| 敦煌郡 （6） | 敦煌縣 | 敦煌縣 | 今甘肅省敦煌市西                                         | 敦煌郡(25-220)                                                 |                                                                         |
| 敦煌郡 （6） | 敦煌縣 | 冥安縣 | 今甘肅省安西縣東南                                       | 敦煌郡(25-220)                                                 |                                                                         |
| 敦煌郡 （6） | 敦煌縣 | 效穀縣 | 今甘肅省安西縣西南                                       | 敦煌郡(25-220)                                                 |                                                                         |
| 敦煌郡 （6） | 敦煌縣 | 淵泉縣 | 今甘肅省安西縣東                                         | 敦煌郡(25-220)                                                 |                                                                         |
| 敦煌郡 （6） | 敦煌縣 | 廣至縣 | 今甘肅省安西縣西南                                       | 敦煌郡(25-220)                                                 |                                                                         |
| 敦煌郡 （6） | 敦煌縣 | 龍勒縣 | 今甘肅省敦煌市西南                                       | 敦煌郡(25-220)                                                 |                                                                         |
| 張掖屬國 （5） | 無     | 侯官   | 地望不詳                                                 | 張掖屬國(113-？)                                               |                                                                         |
| 張掖屬國 （5） | 無     | 左騎   | 地望不詳                                                 | 張掖屬國(113-？)                                               |                                                                         |
| 張掖屬國 （5） | 無     | 千人   | 地望不詳                                                 | 張掖屬國(113-？)                                               |                                                                         |
| 張掖屬國 （5） | 無     | 司馬官 | 地望不詳                                                 | 張掖屬國(113-？)                                               |                                                                         |
| 張掖屬國 （5） | 無     | 千人官 | 地望不詳                                                 | 張掖屬國(113-？)                                               |                                                                         |
| 陇西郡 （10） | 狄道县 | 狄道县 | 今甘肃省临洮县                                           | 陇西郡(25-220)                                                 |                                                                         |
| 陇西郡 （10） | 狄道县 | 安故县 | 今甘肃省临洮县南                                         | 陇西郡(25-220)                                                 |                                                                         |
| 陇西郡 （10） | 狄道县 | 氐道县 | 疑在今甘肃省武山县、岷县及礼县交界处一带                 | 陇西郡(25-220)                                                 |                                                                         |
| 陇西郡 （10） | 狄道县 | 首阳县 | 今甘肃省渭源县北                                         | 陇西郡(25-220)                                                 |                                                                         |
| 陇西郡 （10） | 狄道县 | 大夏县 | 今甘肃省广河县西                                         | 陇西郡(25-220)                                                 |                                                                         |
| 陇西郡 （10） | 狄道县 | 襄武县 | 今甘肃省陇西县南                                         | 陇西郡(25-220)                                                 |                                                                         |
| 陇西郡 （10） | 狄道县 | 临洮县 | 今甘肃省岷县                                             | 陇西郡(25-220)                                                 |                                                                         |
| 陇西郡 （10） | 狄道县 | 鄣县   | 今甘肃省漳县西                                           | 陇西郡(25-220)                                                 | 永元元年（89年）前置县。                                                |
| 陇西郡 （10） | 狄道县 | 枹罕县 | 今甘肃省临夏市西南                                       | 金城郡(25-36)→陇西郡(36-220)                                   |                                                                         |
| 陇西郡 （10） | 狄道县 | 河关县 | 今青海省同仁县北                                         | 金城郡(25-36)→陇西郡(36-220)                                   |                                                                         |
| 陇西郡 （10） | 狄道县 | 予道县 | 疑在今甘肃省洮河流域附近                                 | 陇西郡(25-30)                                                  | 建武六年（30年）废县。                                                  |
| 陇西郡 （10） | 狄道县 | 白石县 | 今甘肃省临夏市西南                                       | 金城郡(25-36)→陇西郡(36-？)                                    | 建安末年因羌乱而废县。                                                  |
| 汉阳郡 （18） | 冀县   | 冀县   | 今甘肃省甘谷县                                           | 天水郡(25-74)→汉阳郡(74-220)                                   |                                                                         |
| 汉阳郡 （18） | 冀县   | 望恒县 | 今甘肃省天水市西北                                       | 天水郡(25-74)→汉阳郡(74-220)                                   |                                                                         |
| 汉阳郡 （18） | 冀县   | 阿阳县 | 今甘肃省静宁县西南                                       | 天水郡(25-74)→汉阳郡(74-220)                                   |                                                                         |
| 汉阳郡 （18） | 冀县   | 略阳县 | 今甘肃省秦安县东北                                       | 天水郡(25-74)→汉阳郡(74-220)                                   |                                                                         |
| 汉阳郡 （18） | 冀县   | 勇士县 | 今甘肃省榆中县北                                         | 天水郡(25-74)→汉阳郡(74-220)                                   |                                                                         |
| 汉阳郡 （18） | 冀县   | 成纪县 | 今甘肃省通渭县东、静宁县西南                             | 天水郡(25-74)→汉阳郡(74-220)                                   |                                                                         |
| 汉阳郡 （18） | 冀县   | 陇县   | 今甘肃省清水县北                                         | 天水郡(25-74)→汉阳郡(74-220)                                   |                                                                         |
| 汉阳郡 （18） | 冀县   | 兰干县 | 今地无考                                                 | 天水郡(25-74)→汉阳郡(74-220)                                   |                                                                         |
| 汉阳郡 （18） | 冀县   | 平襄县 | 今甘肃省通渭县西                                         | 天水郡(25-74)→汉阳郡(74-220)                                   |                                                                         |
| 汉阳郡 （18） | 冀县   | 显亲县 | 今甘肃省秦安县西北                                       | 天水郡(32-74)→汉阳郡(74-220)                                   | 建武八年（32年）以前置显亲县。                                          |
| 汉阳郡 （18） | 冀县   | 西县   | 今甘肃省礼县东北                                         | 陇西郡(25-111)→汉阳郡(111-220)                                 |                                                                         |
| 汉阳郡 （18） | 冀县   | 豲道县 | 今甘肃省陇西县西南                                       | 天水郡(25-74)→汉阳郡(74-188)→南安郡(188-213)→汉阳郡(213-220)   |                                                                         |
| 汉阳郡 （18） | 冀县   | 新兴县 | 今甘肃省武山县西                                         | 南安郡(188-213)→汉阳郡(213-220)                                | 中平五年（188年）析豲道县置。                                           |
| 汉阳郡 （18） | 冀县   | 中陶县 | 今甘肃省武山县西北鸳鸯镇                                 | 南安郡(188-213)→汉阳郡(213-220)                                | 中平五年（188年）析豲道县置。                                           |
| 汉阳郡 （18） | 冀县   | 上邽县 | 今甘肃省天水市                                           | 陇西郡(25-111)→汉阳郡(111-193)→永阳郡(193-213)→汉阳郡(213-220) |                                                                         |
| 汉阳郡 （18） | 冀县   | 清水县 | 今甘肃省清水县西北                                       | 天水郡(25-30)→永阳郡(193-213)→汉阳郡(213-220)                  | 建武六年（30年）废县。初平四年（193年）分上邽县复置。                   |
| 汉阳郡 （18） | 冀县   | 罕幵县 | 今甘肃省天水市东南                                       | 天水郡(25-30)→永阳郡(193-213)→汉阳郡(213-220)                  | 建武六年（30年）废县。初平四年（193年）分上邽县复置。                   |
| 汉阳郡 （18） | 冀县   | 绵诸道 | 今甘肃省天水市东北                                       | 天水郡(25-30)→永阳郡(193-213)→汉阳郡(213-220)                  | 建武六年（30年）废县。初平四年（193年）分上邽县复置。                   |
| 汉阳郡 （18） | 冀县   | 街泉县 | 今甘肃省庄浪县东南                                       | 天水郡(25-30)                                                  | 建武六年（30年）废县。                                                  |
| 汉阳郡 （18） | 冀县   | 戎邑道 | 今甘肃省秦安县东，清水县西北                             | 天水郡(25-30)                                                  | 建武六年（30年）废县。                                                  |
| 汉阳郡 （18） | 冀县   | 奉捷县 | 今地无考                                                 | 天水郡(25-30)                                                  | 建武六年（30年）废县。                                                  |

## 歷任刺史
- 貢禹，漢宣帝時。（《漢書·貢禹傳》）
- 谷永，漢成帝永始二年（前15年）任，永始三年（前14年）遷北地太守。（《漢書·谷永傳》）
- 杜鄴，漢哀帝時。（《漢書·杜鄴傳》、《後漢書·杜林傳》）
- 趙宏，漢元帝、成帝之時。（《華陽國志·士女目錄》）
- 鄭興，漢更始帝時。（《後漢書·鄭興傳》）
- 郭伋，漢光武帝初。（《後漢書·郭伋傳》）
- 竇融，建武五年（29年）任。（《後漢書·竇融傳》）
- 尹業，永平十八年（75年）時免。（《後漢書·馬援傳》）
- 皮揚，元初元年時。（《後漢書·安帝紀》、《西羌傳》）
- 宗漢，延光元年春見在任。（《後漢書·西羌傳》）
- 劉秉，永和四年（139年）任，明年免。（《後漢書·西羌傳》）
- 种暠，漢質帝、漢桓帝初。（《後漢書·种嵩傳》）
- 橋玄，漢桓帝初。（《蔡邕太尉橋玄碑》）
- 祝良，漢桓帝初。（《後漢書·陳龜傳》）
- 成就，漢桓帝時。（《魏志·董卓傳》注引《吳書》）
- 郭閎，延熹二年（159年）至四年（161年）見在任。（《後漢書·皇甫規傳》、《段熲傳》）
- 趙仲臺，延熹年間。（《魏志·閻溫傳》注引《魏略》）
- 劉恭，延熹年間。（《後漢書·羊陟傳》）
- 孟佗，建寧三年（170年）見在任。（《後漢書·西域傳》、《三輔決錄》）
- 劉虔，熹平六年（177年）見在任。（《後漢書·蔡邕傳》）
- 周洪，光和二年（179年）見在任。（《魏志·虔淯傳》注引《烈女傳》）
- 魏元丕，光和四年（181年）卒。（《隸釋》卷10《元丕本碑》）
- 梁鵠，中平元年（184年）見在任。（《後漢書·蓋勳傳》注引《續漢書》）
- 左昌，中平元年（184年）任。（《後漢書·蓋勳傳》）
- 宋臬，中平元年（184年）繼左昌後任。（《後漢書·蓋勳傳》）
- 楊雍，中平年間，繼宋臬後任。（《後漢書·蓋勳傳》）
- 耿鄙，中平四年為韓遂所殺。（《後漢書·靈帝紀》、《傅燮傳》、《董卓傳》）
- 張則，漢靈帝時。（《華陽國志·漢中女士志》）
- 种劭，興平元年（194年）前。（《後漢書·獻帝紀》注、《董卓傳》）
- 韋端，建安十年左右遷太僕。（《魏志·楊阜傳》、《三輔決錄》）
- 韋康，建安中，繼韋端後任。建安十七年為馬超所殺。（《魏志·夏侯淵傳》、《荀彧傳》、《楊阜傳》、《蜀志·馬超傳》）

## 註解
1. 1 2 3  汪受宽. . 甘肃经济信息网，来源：甘肃日报. 2021-07-13  [2025-01-17]. （原始内容存档于2025-01-18） （简体中文）.
2. ↑  邓攀. . 《南京晓庄学院学报》 (江苏省南京市: 南京晓庄学院). 2017, (2017年第1期): 110—118  [2025-01-17]. ISSN 1009-7902. doi:10.3969/j.issn.1009-7902.2017.01.021. （原始内容存档于2025-01-18） （简体中文）.
3. ↑  后曉榮考証為：狄道、西縣、蘭干、略陽、上邽、冀縣、邸道、故道、臨洮、獂道、綿諸、襄武、阿陽、下辨、辨道、戎道、武都道、予道、薄道、成紀、枹罕等21縣[參 5]。
4. ↑  《漢書·地理志》誤作「池頭縣」。
5. ↑  《漢書·地理志》無此縣，與「安民」二字相關者有「安俾」「安定」「安武」三縣，而「安民」與「安俾」音近相同，疑二者當即同一縣。
6. 1 2 3 4 5 6 7 8 9 10 11 12 13 14 15 16  李曉杰據《後漢書·光武帝紀下》「（建武六年六月），并省四百餘縣」，認為該縣當於東漢初年省併無疑[參 7]。
7. ↑  李曉杰考証，因張掖屬國位於邊塞，經常受到境外少數民族的侵擾，所以屬國領域中的軍民蓋皆以軍隊編制居於一些塢壁之中，故無法以具體城名命名所控地區，而僅以屬國之下所設的候官等官職劃定一定的區域進行管理，於是便以官名作一定區域的代稱[參 10]。
8. ↑  李曉杰考証認為張掖郡東部飛地驪靬、番和2縣應歸西郡管轄[參 12]；但孔祥軍據《魏志·毌丘儉傳》有「張掖番和、驪靬二縣吏民」云云一文，認為該2縣並未劃入西郡。
9. ↑  據統計，隴西郡1縣，天水郡6縣，武都郡3，安定郡11郡，北地郡馬13縣，酒泉郡1縣。